# Sine Sunesen
Sine Sunesen er cand.jur. fra Københavns Universitet. Kommunaldirektør i Bornholms Regionskommune. Tidligere administrerende direktør for Akademikerne (AC), direktør i KL, formand for Akademikernes Centralorganisation (AC), formand for Djøf mv.
Fik sin juridiske embedseksamen fra Københavns Universitet i 1991 og arbejdede derefter i en årrække i centraladministrationen som fuldmægtig og ministersekretær.
Hun har deltaget i de offentlige overenskomstforhandlinger i mange år. Har bestridt en lang række tillidsposter. Har bl.a. været dommer i Arbejdsretten og medlem af bestyrelsen for Københavns Universitet. 
I oktober 2022 blev det offentliggjort, at Sine Sunesen er blevet udnævnt til ny kommunaldirektør i Bornholms Regionskommune med virkning fra 1. november 2022. .  
Sunesen er gift med administrerende direktør Philip Rendtorff, som hun har tre børn med.